# Cantone di Chantilly
Il Cantone di Chantilly è una divisione amministrativa dell'arrondissement di Senlis.
A seguito della riforma approvata con decreto del 20 febbraio 2014, che ha avuto attuazione dopo le elezioni dipartimentali del 2015, è passato da 6 a 10 comuni.

## Composizione
I 6 comuni facenti parte prima della riforma del 2014 erano:
- Apremont
- Chantilly
- Coye-la-Forêt
- Gouvieux
- Lamorlaye
- Saint-Maximin

Dal 2015 i comuni appartenenti al cantone sono i seguenti 10:
- Apremont
- Boran-sur-Oise
- Chantilly
- Coye-la-Forêt
- Crouy-en-Thelle
- Gouvieux
- Lamorlaye
- Le Mesnil-en-Thelle
- Morangles
- Saint-Maximin